# シーダー郡 (ネブラスカ州)
座標: 北緯42度36分 西経97度15分 / 北緯42.60度 西経97.25度
シーダー郡（英: Cedar County）は、アメリカ合衆国のネブラスカ州にある郡。2000年時点の人口は9,615人で、郡庁所在地はハーティントン (Hartington)。
ネブラスカ州のナンバープレートで、シーダー郡の車両は最初の数字が13になっている。これは1922年にナンバープレートの制度を確立した際、シーダー郡の車両登録台数が州内の郡のなかで13番目に多かったからである。

## 歴史
シーダー郡は1855年に組織され、郡の名前はこの地にたくさんの杉（シーダー）の木を植えたことに因んでいる。

## 地理
アメリカ合衆国国勢調査局によると、この郡は総面積1,932 km2 (746 mi2) である。このうち1,917 km2 (740 mi2)が陸地で、14 km2 (6 mi2) が川や湖などの水地域である。総面積のうちの0.75%が水地域となっている。

### 隣接する郡
- クレイ郡 (サウスダコタ州)（北東）
- ディクソン郡（東）
- ウェイン郡（南東）
- ピアース郡（南西）
- ノックス郡（西）
- ヤンクトン郡 (サウスダコタ州)（北西）

### 国立保護区
- ミズーリ国立レクリエーショナル河川（部分管轄）

## 人口動静

2000年国勢調査時の郡の人口ピラミッド

2000年の国勢調査によると、シーダー郡には9,615人、3,623世帯、及び2,565家族が暮らしている。人口密度は5/km2 (13/mi2) で、2/km2 (6/mi2) の平均的な密度に4,200軒の住居が建っている。この郡の人種の構成は白人99.07%、黒人（アフリカ系アメリカ人）0.10%、先住民0.20%、アジア系0.04%、太平洋諸島系0.01%、その他の人種0.18%、及び混血0.40%で、0.43%の人々がヒスパニックまたはラテン系である。郡の住民の69.8%がドイツ系、5.1%がアメリカ系移民の子孫である。
シーダー郡に住む3,623世帯のうち、34.80%は18歳未満の子どもと暮らしており、63.60%は夫婦で生活している。4.30%は未婚の女性が世帯主であり、29.20%は家族以外の住人と同居している。27.00%は独居で、全世帯の15.70%は65歳以上の独居老人世帯である。1世帯あたりの平均人数は2.60人であり、家庭の場合は3.20人である。
郡の住民は29.40%が18歳未満の子どもで、18歳以上24歳以下が6.00%、25歳以上44歳以下が24.20%、45歳以上64歳以下が20.30%、および65歳以上が20.00%となっている。平均年齢は39歳である。女性100人に対して男性は100.10人いて、18歳以上の女性100人に対しては男性は97.10人いる。
郡の世帯ごとの平均収入は33,435米ドルで、家族ごとでは39,422米ドルである。男性の26,707米ドルに対して女性は18,370米ドルの平均的な収入がある。この郡の一人当たりの収入 (per capita income) は15,514米ドルである。総人口の9.10%、家族の6.30%は貧困線以下である。18歳未満の子どもの10.70%及び65歳以上の9.70%は貧困線以下の生活を送っている。

## 都市、村およびその他コミュニティ

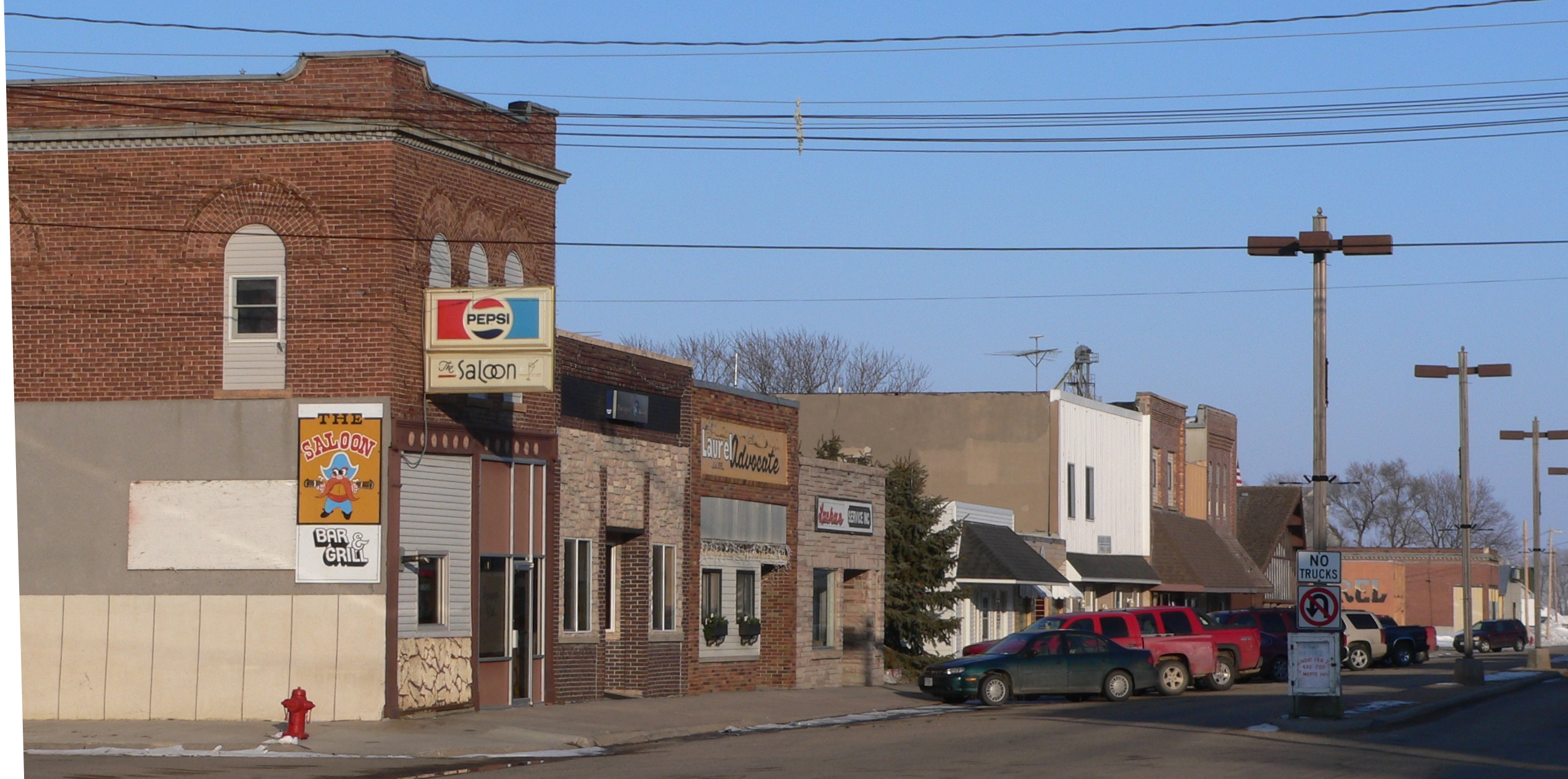
ローレルのようす
（2010年2月22日）

- ベルデン (en:Belden, Nebraska)
- ボウ・ヴァレー (Bow Valley)
- コールリッジ (en:Coleridge, Nebraska)
- フォーダイス (en:Fordyce, Nebraska)
- ハーティントン (en:Hartington, Nebraska)
- ローレル (en:Laurel, Nebraska)
- マグネット (en:Magnet, Nebraska)
- オバート (en:Obert, Nebraska)
- ランドルフ (en:Randolph, Nebraska)
- セント・ヘレナ (en:St. Helena, Nebraska)
- セント・ジェイムズ (St. James)
- ウィオット (en:Wynot, Nebraska)
- サウス・ヤンクトン (South Yankton)